# Marie-Jo Thério
Pour les articles homonymes, voir Thério.
Marie-Jo Thério, née le 3 juillet 1965 à Shédiac au Nouveau-Brunswick (Canada) est auteure-compositrice-interprète acadienne de nationalité canadienne et française (depuis 2018)[réf. nécessaire].

## Biographie
Née le 3 juillet 1965 à Shédiac au Nouveau-Brunswick, Marie-Jo Thério grandit à Moncton où elle apprend le piano très tôt. À 16 ans, elle monte son premier spectacle dans sa ville natale. Elle quitte l'Acadie pour Montréal l'année suivante, étudie la littérature, le théâtre (conservatoire d'art dramatique, d'où elle est mise à la porte).  Elle part en tournée avec une troupe de théâtre pour enfants, puis monte avec quelques amis un spectacle, Brecht-Weill, à Montréal. Elle y est remarquée par l'auteur Michel Tremblay, qui lui offre le rôle de Gertrude, la sœur d'Émile Nelligan, dans l'opéra romantique consacré au poète qu'il prépare avec André Gagnon.  Le spectacle, auquel participent aussi Renée Claude, Louise Forestier, Yves Soutière et Jim Corcoran, est présenté au cours de l'hiver 1990 et reçoit le prix du  spectacle de l'année lors du gala de l'ADISQ .
Par la suite, elle tient pendant trois ans le rôle de Laura dans le très populaire téléroman Chambres en ville.  Elle joue également dans quelques comédies musicales (Les Misérables, Notre-Dame de Paris).
En 1995, sur label GSI, elle enregistre un premier album, Comme de la musique, suivi d'un spectacle et d'une tournée. En 1997, elle rencontre Georges Moustaki au festival d'été de Québec, qui l'invite à faire sa première partie au Casino de Paris. Elle le suit pour quelques dates à travers la France. Elle enchaîne concerts et voyages : Madagascar, Bosnie, Viêt Nam, Sénégal.
En 1999, elle tourne dans le drame de mœurs Full Blast du cinéaste acadien Rodrigue Jean. Son interprétation lui permet d'obtenir un prix Jutra de l'actrice de soutien.
En 2000, dans sa « cabane de Verchères », elle enregistre avec Bernard Falaise et Erik West Millet, l'album La Maline.  Ce deuxième disque est bien reçu par la critique et est suivi d'une tournée.
En 2001, elle rencontre Olivier Bloch-Lainé.  De cette rencontre résulte l'album Les Matins habitables, qui sera enregistré à son studio (studio La Frette) et sera dédié au poète et ami Gérald Leblanc, décédé en 2005. Suivront  des concerts au Québec, en France, en Suisse, en Belgique, au Sénégal, au Mali, au Burkina Faso, à Mexico, au Guatemala, au Salvador, à Port-au-Prince, en 2008.
L'album double Chasing Lydie, véritable "road movie sonore", (sortie en avril 2011), part sur les traces d'une grand-tante chanteuse, immigrée aux États-Unis dans les années 1920. Quelques laboratoires "Chasing Lydie" (Festival "Voix d'Amérique", "Pop Montréal", "Festival de Musique Émergente) précéderont l'aboutissement sur scène de "On a Tous une Lydia Lee" (mise en scène Brigitte Poupart, livret et scénario Marie-Jo Thério, production Centre culturel Aberdeen,Moncton). Cette comédie musicale festive et éclatée fait appel à plusieurs amis chanteurs-comédiens-musiciens qui se joignent à Marie-Jo pour une quinzaine de dates à guichet fermé, à Moncton ainsi qu'à Montréal. "On a tous un Lydia Lee" reçoit le prix Eloizes "Spectacle de l'Année" en 2018.
En 2014, Marie-Jo Thério renoue avec le cinéma alors qu'elle tient un petit rôle dans la comédie dramatique Le Gang des hors-la-loi, réalisé par Jean Beaudry.
L'album live "Trois petits tours d'automne", enregistré durant trois soirs, avec trois musiciens improvisateurs différents chaque soir (avec Joe Grass, Josh Zubot, Bernard Falaise, Sarah Pagé) sort à l'automne 2014.

## Théâtre et comédie musicale
- 1983 : Freshet (the Spirit of the River) - Theater New Brunswick: mise en scène Janet Amos.
- Scapino (Zerbinetta) - Theater New Brunswick
- Si On avait su, d'Ulysse Landry : Théâtre de l'Escaouette,mise en scène: Michel Dussault,
- Berliner Songspiel, collectif Brecht-Weill: direction musicale: Paul Keenan
- Les 7 péchés capitaux, collectif Brecht Weill : direction musicale: Paul Keenan
- Nelligan ,Opéra de Michel Tremblay et André Gagnon : mise en scène André Brassard
- 1992 : Les Misérables (tournée canadienne)mise en scène : Richard J. Alexander
- 1997 : Notre Dame de Paris (Montréal, Québec): mise en scène Gilles Maheux
- 2016 : On a tous une Lydia Lee: direction artistique Marie Jo Thério,mise en scène Brigitte Poupart
- 2018: Chansons pour filles et garçons perdus: direction artistique Loui Mauffette,mise en scène Benoit Landry.
- 2023: Puamun: spectacle monté dans le cadre d’une résidence ayant pour thème « La Décolonisation. ». Centre étudiant Université de Poitier,Fr.)Collectif.

## Filmographie

### Cinéma
- 1992 : Amours interdites : au-delà des préjugés, vies et paroles de lesbiennes (en anglais Forbidden Love : The Unashamed Stories of Lesbian Lives) d'Aerlyn Weissman et Lynne Fernie : Beth
- 1999 : Full Blast de Rodrigue Jean : Marie-Lou
- 2002 : The Book of Eve de Claude Fournier : Jeanne Leblanc
- 2002 : Kacho Komplo de Paul Bossé : rôles multiples
- 2014 : La Gang des hors la loi de Jean Beaudry : Marie-jeanne

### Télévision
- 1991 : Chambres en ville : Laura
- 2017-2019 : À la valdrague, réalisation Jean-Marc Piché (2017,2018) Joël Robichaud (2019) : Yolande LeBlanc

## Discographie
- 1995 : Comme de la musique (GSI)
- 2000 : La Maline (Audiogram - GSI)
- 2004 : Les Matins habitables (Naïve)
- 2011 : Chasing Lydie (Dare to Care)
- 2014 : Trois petits tours d'automne ,spectacle Live au Théatre Outremont Mtl(Champs de Bacon,distribution Believe)
- 2020:La Maline (remastering),réedition(Productions Martin Leclerc)
- 2020:Un trois Août au Spectrum de Montréal ,captation Live(Productions Martin Leclerc)

## Récompenses
- 2000 : Lauréate et finaliste aux Éloizes dans la catégorie artiste de l’année en musique pour La Maline (Remise de prix d’excellence artistique en Acadie) [2]
- 2001 : Prix Jutra de la Meilleure actrice de soutien pour Full Blast[3].
- 2006 : Prix Félix du meilleur album folk contemporain québécois (Gala de l'ADISQ)[4].
- 2007 : Finaliste aux Éloizes dans la catégorie Artiste de l’année en musique pour Les matins habitables (Remise de prix d’excellence artistique en Acadie)[2]